# Ludwig Meyer (Mediziner)

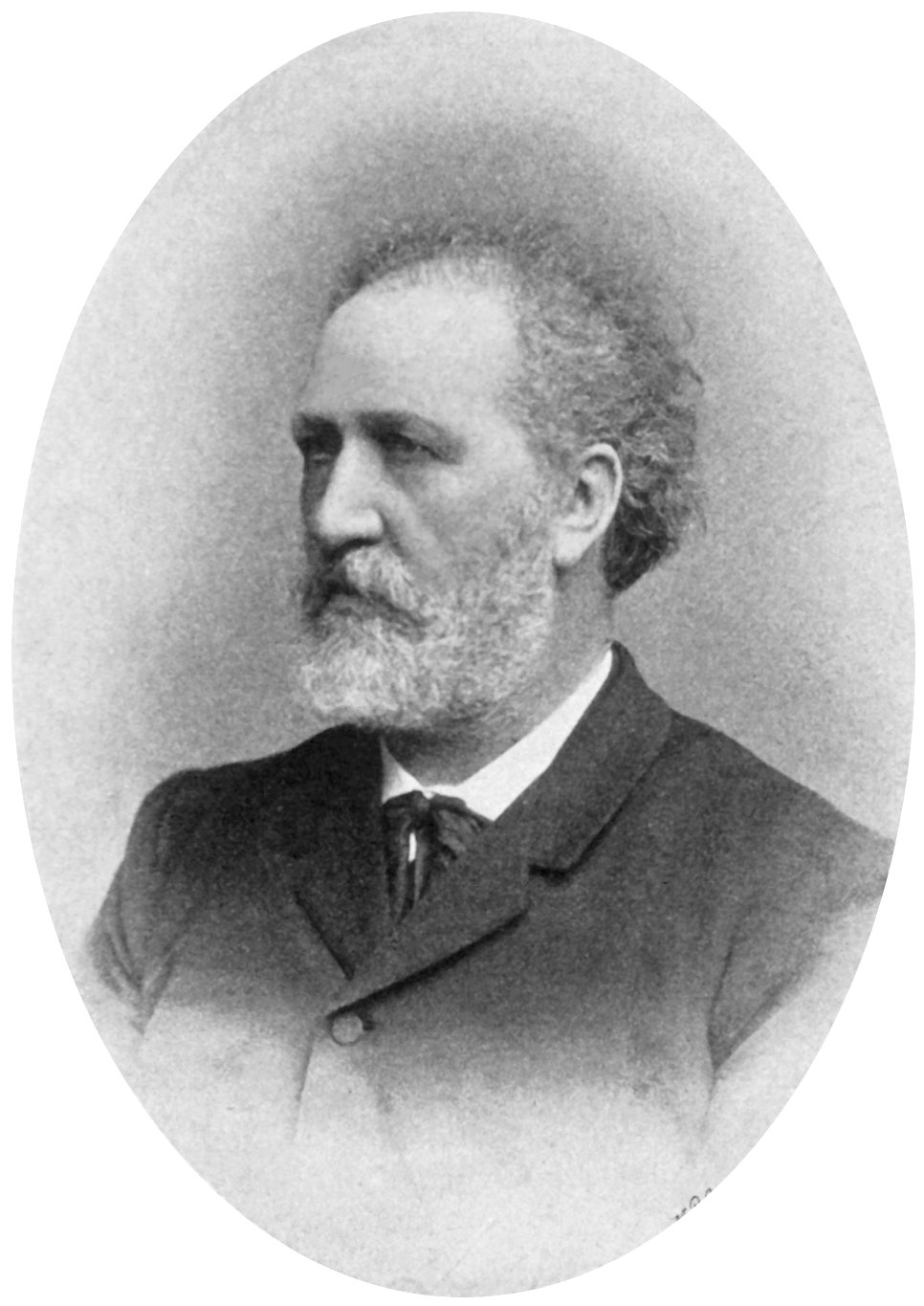
Ludwig Meyer

Ludwig Meyer (* 27. Dezember 1827 in Bielefeld; † 8. Februar 1900 in Göttingen) war ein deutscher Psychiater und Hochschullehrer. Er reformierte das Psychiatriewesen.

## Ausbildung und Wirken
Als getaufter Jude begann Meyer das Medizinstudium an der Rheinischen Friedrich-Wilhelms-Universität Bonn, wo er sich der Bonner Burschenschaft Frankonia anschloss,
bevor er am 9. März 1849 mit Philipp Wessel die Burschenschaft „Normannia“ begründete. Da er sich mit Gottfried Kinkel, Carl Schurz und Friedrich Spielhagen an der Revolution von 1848/1849 beteiligt und am 11. Mai 1849 am Sturm auf das Siegburger Zeughaus teilgenommen hatte, wurde er nach fünf Monaten Untersuchungshaft relegiert und mit Festungshaft bestraft. Von Rudolf Virchow gedeckt, konnte er sein Studium erst 1850 an der Julius-Maximilians-Universität Würzburg und später an der Friedrich-Wilhelms-Universität Berlin fortsetzen. 1852 an der Charité zum Dr. med. promoviert, wurde er Assistent von Karl Wilhelm Ideler. Er arbeitete dann in der Anstalt Schwetz. 1857 wurde er Oberarzt bei Ideler. Im selben Jahr habilitierte er sich. 1858 wurde er Oberarzt am Allgemeinen Krankenhaus St. Georg in Hamburg. Dort wurde er eingestellt, um die Behandlung psychisch Kranker zu reorganisieren. 1864 richtete er die Staatskrankenanstalt Friedrichsberg nach seinen Plänen ein.
1866 wurde Ludwig Meyer zum ordentlichen Professor der Universität Göttingen und zum Direktor der soeben neu errichteten Königlichen Irrenanstalt Göttingen (ab 1867 Provinzial-Irrenanstalt Göttingen) berufen, deren erster Leiter er wurde. Meyer erhielt damit den ersten an einer deutschen Irrenanstalt geschaffenen Lehrstuhl für Psychiatrie. Für das akademische Jahr 1884/85 wurde er zum Rektor der Universität Göttingen gewählt.
Ludwig Meyer gebührt das Verdienst, als erster in Deutschland John Conolly (1794–1866) unterstützt und in Hamburg 1858 (sowie erneut 1864)  sein No-restraint-Prinzip am psychiatrischen Krankenhaus eingeführt zu haben. Auf diese Weise hatte er die Voraussetzungen geschaffen, um Wilhelm Griesingers (1817–1868) engster Freund im Kampf für eine naturwissenschaftliche Psychiatrie zu werden, die körperliche (neurologische) Krankheit als Ursache von psychischen Störungen anerkennt und daher auf Strafe und Zwang verzichtet. Somit wird auch verständlich, dass Meyer in Hamburg und Göttingen auf die Vergitterung der Fenster verzichtete und ähnlich wie Joseph Guislain (1797–1860) auf die Bettenbehandlung drängte, die der psychiatrischen Anstalt einen freundlicheren Krankenhauscharakter verlieh.
Weiterhin setzte sich Meyer dafür ein, dass die Möglichkeiten der psychiatrischen Anstalten dadurch verbessert werden, indem hier Forschung betrieben und Studenten unterrichtet wurden, ein Anspruch, den bereits William Battie (1703–1776) und Thomas Arnold (1742–1816) erhoben hatten. Auch diese Forderung stand im Zusammenhang mit der nach Auffassung Meyers vordergründigen und notwendigen naturwissenschaftlichen Forschung. Die Anstalt Göttingen wurde daher „mit der ausdrücklichen Vorbedingung des Unterrichts“ gegründet. Gemeinsam mit Wilhelm Griesinger forderte Meyer den Ausbau von psychiatrischen Polikliniken, um die neuen naturwissenschaftlichen Ansätze auch für die Sprechstundenpsychiatrie anzuwenden.
Er gründete 1868 zusammen mit Griesinger die Zeitschrift „Archiv für Psychiatrie und Nervenkrankheiten“. Dies galt als eine Kampfansage gegen die Anstaltspsychiatrie und die von Heinrich Philipp August Damerow (1798–1866) mit herausgegebene „Allgemeine Zeitschrift für Psychiatrie“.

## Meyer als Politiker
Meyer kandidierte später als Nationalliberaler für den Reichstag (Deutsches Kaiserreich) und war Anhänger Otto von Bismarcks.

## Ehrungen
Ludwig Meyer wurde im Jahr 1893 zum Mitglied der Leopoldina gewählt.

## Familie
Ludwig Meyer war verheiratet mit der Arzttochter Anna Hübener (1841–1921) und hatte sieben Kinder. Sein Sohn Ernst sowie dessen Söhne Hans-Hermann und Joachim-Ernst waren ebenfalls Psychiater.

## Schriften (Auswahl)
- Die Beziehungen der Geisteskranken zu den Besessenen und Hexen. 1861.
- Das No-Restraint und die deutsche Psychiatrie. 1863.
- Studien zur forensischen Psychiatrie, speziell zur geminderten Zurechnungsfähigkeit. 1870.
- Die Provinzial-Irrenanstalt zu Göttingen. Zur Erinnerung an ihre Eröffnung vor 25 Jahren. Göttingen 1891.